# Jaguaraçu
Jaguaraçu är en kommun i Brasilien.   Den ligger i delstaten Minas Gerais, i den sydöstra delen av landet, 700 km sydost om huvudstaden Brasília. Antalet invånare är 2 982.
Omgivningarna runt Jaguaraçu är huvudsakligen savann. Runt Jaguaraçu är det glesbefolkat, med 13 invånare per kvadratkilometer.